# Носівка (станція)
Но́сівка — проміжна залізнична станція 4-го класу Київської дирекції Південно-Західної залізниці на лінії Ніжин — Київ-Пасажирський між зупинними пунктами Космічна та Дослідна. Розташована у місті Носівка Ніжинського району Чернігівської області.

## Історія
Станція відкрита 1868 року під час будівництва Києво-Воронезької залізниці.
У 1961 році перед вокзалом, на Привокзальній площі, встановлено погруддя Тарасові Шевченку (скульптор Б. А. Воропай). з нагоди 100-річчя сумної події, саме у 1861 році через Носівку проходив останній шлях Кобзаря з Петербурга до Канєва.

## Пасажирське сполучення
На станції зупиняються приміські та регіональні поїзди. Поїзди далекого сполучення на станції не зупиняються.
| Рух регіональних поїздів по станції Носівка |                    | |                          |
|                                             |                    | Регіональні експреси |                          |
| №                                           | Маршрут сполучення | Проміжні станції | Періодичність курсування |
| 786                                         | Київ — Шостка      | Видубичі, Дарниця, Носівка, Ніжин, Плиски, Бахмач-Київський, Бахмач-Пасажирський, Конотоп, Терещенська                     | Щоденно                  |
| 788                                         | Шостка — Київ      | Терещенська, Кролевець, Конотоп, Бахмач-Пасажирський, Бахмач-Київський, Плиски, Ніжин, Носівка, Бровари, Дарниця, Видубичі | Щоденно                  |
| 786                                         | Шостка — Київ      | Терещенська, Кролевець, Конотоп, Бахмач, Бахмач-Київський, Плиски, Ніжин, Носівка, Дарниця, Видубичі                       | Щоденно                  |
| 788                                         | Київ — Шостка      | Видубичі, Дарниця, Бровари, Носівка, Ніжин, Плиски, Бахмач-Київський, Бахмач-Пасажирський, Конотоп, Кролевець, Терещенська | Щоденно                  |
| Регіональне сполучення                      |                    | |                          |
| 895                                         | Конотоп — Фастів   | Згідно розкладу | Щоденно                  |
| 888                                         | Чернігів — Фастів  | Згідно розкліду | Крім 3                   |
| 892                                         | Фастів — Славутич  | Згідно розкладу | Крім 2,4                 |
| 896                                         | Фастів — Контоп    | Згідно розкладу | Щоденно                  |
| 894                                         | Славутич — Фастів  | Згідно розкладу | Крім 2,4                 |
| 886                                         | Фастів — Чернігів  | Згідно розкладу | Крім 3                   |